# 밀퍼드 사운드
밀퍼드 사운드(Milford Sound)는 뉴질랜드 남섬의 남서부 피오르드랜드 국립공원에 위치한 피오르드이다. 테와히포우나무의 일부로 유네스코 세계자연유산에 등록되어있다. 별칭으로 '피오피오타히'(Piopiotahi, 마오리어 로 "한 마리의 피오피오 새")라고 부른다. 밀퍼드 사운드는 웨일스에 있는 밀퍼드 헤이븐을 따서 붙여진 이름이다

## 개요
밀퍼드 사운드는 태즈먼해에서 15 km 내륙까지 계속되고 있으며, 1200m 이상의 절벽으로 둘러싸여있다. 울창한 무성한 우림이 절벽에 자라고 있는 반면에, 그에 접한 바다에는 바다표범, 펭귄, 돌고래 등이 자주 출현하며, 드물기는 하지만 고래도 있다. 피오르드랜드는 한때 고래잡이와 바다표범 사냥의 거점이었다.
이 자연의 아름다움에 끌려 매일 수천 명의 관광객이 찾아온다. 밀퍼드 사운드는 연간 7000 - 8000mm 강수량을 가지며, 1년의 3 분의 2는 비가 온다. 그 때마다 일시적으로 폭포를 형성한다. 우기에는 1000m를 넘는 폭포도 있다. 이 비가 내릴 때는 피오르드 절벽 토양이 물러져 관광객에 위험한 상황을 가져올 수 있지만, 반대로 우림의 생육에 좋은 환경을 조성하여 우림이 집중적으로 자생하는 장소를 제공하기도 한다. 이러한 우림 중앙 지역은 밀퍼드 사운드에 몇 지역에서 확인할 수 있다.

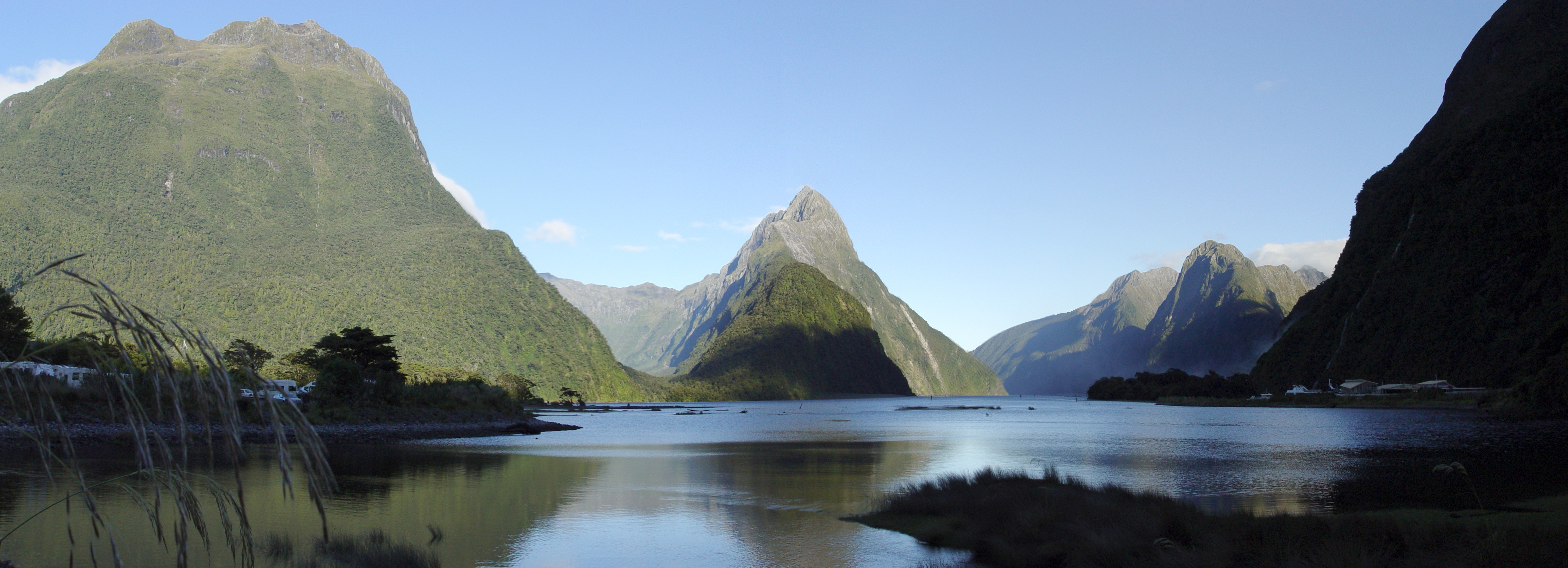
북서쪽에서 바라본 밀퍼드 사운드의 파노라마, 가운데가 마이터봉

## 역사
유럽탐험자들에 의해 밀퍼드 사운드가 처음으로 관측되었다. 그들은 좁은 입구로 인해 내부에 그처럼 넓은 만이 있을거라고 생각지 못했다. 그래서 제임스 쿡은 밀퍼드 사운드를 여행하면서 그냥 지나쳐 갔다. 거친 바람 때문에 빠져나오는 것도 쉽지 않았고, 또한 가파른 산악지대에 가까이 접근하는 것을 꺼려했다. 이것이 다우트풀 사운드라고 언급된 이유이며, 만약 들어갔다가는 빠져나오기 힘들거라고 '의심'했는데, 그것 때문에 '다우트풀'(Doubtful)이라는 지명이 생기게 되었다.
피오르드 지형은 유럽인들이 도착하기에 앞서 여러 세대를 통해 조수간만의 형태와 고기들의 습성을 포함한 현지 해양 지식들을 습득한 이 지역 마오리들의 터전이었다. 피오르드는 1812년 존 그로노(John Grono) 선장이라는 물개잡이 선장이 발견할 때까지는 알려지지 않았다. 그는 고향인 웨일스의 밀퍼드 헤이븐(Milford Haven)을 따서 이곳을 ‘밀퍼드 헤이븐’이라고 이름지었다. 존 로트 스토록스 선장(John Lort Stokes)은 이후 ‘밀퍼드 헤이븐’을 ‘밀퍼드 사운드’라고 다시 이름을 바꿨다.
20세기까지 피오르드랜드는 뉴질랜드에서 가장 탐험이 되지 않은 지역으로 남았기 때문에 밀퍼드 사운드의 자연의 아름다움은 전국적인 또는 국제적인 유명세를 타게 되었고, 이것은 1888년 맥키넌 패스의 발견으로 연결되었다. 이것은 곧 밀퍼드 트랙의 부분이 되었으며, 초기의 도보여행 길이었다. 같은 해 할리포드 강과 클레도 강의 낮은 분수령이 발견되었고, 그곳에 길을 뚫기 위해 호머 터널이 6년 후에 개발되게 된다.
2006년 인구조사에서 120명이 밀퍼드 사운드에 사는 것으로 조사되었고, 그들 중 대부분은 관광과 보존에 관련된 일을 하는 사람들이었다.

## 지리

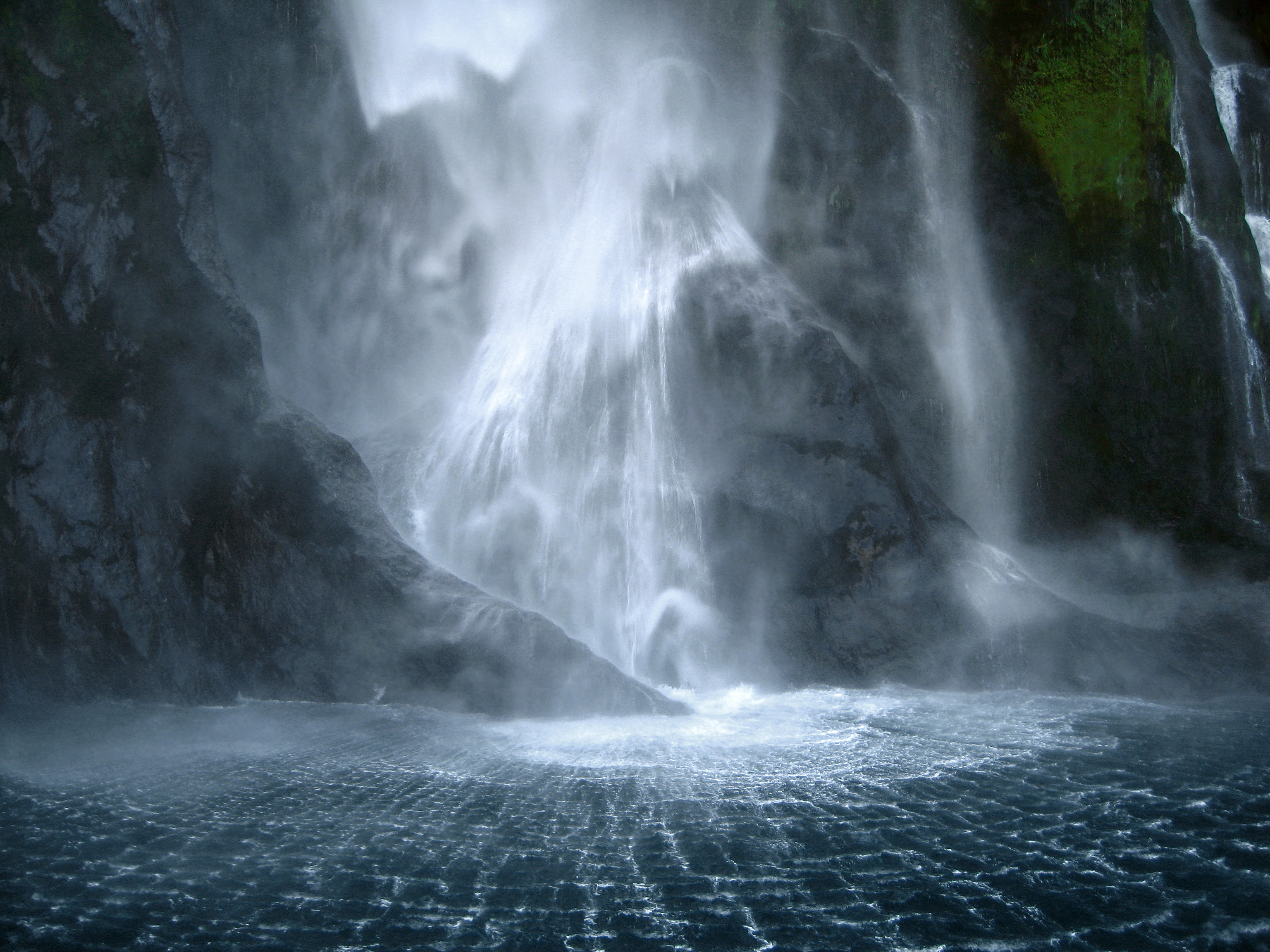
155m의 스털링 폭포는 클레오 호의 선장의 이름을 따서 지었다.

밀퍼드 사운드는 피오르의 입구인 데일 포인트의 태즈먼해에서 내륙으로 15 km 달리며, 양쪽으로 1200m를 솟아 있는 기괴한 바위 면에 둘러 쌓여 있다. 가장 높은 봉으로는 주교가 쓰고 있는 마이터를 닮았다고 해서 붙여진 1,692m의 마이터봉이 있다. 그 봉우리 중 엘리펀트봉은 1,517m이며, 코끼리 머리를 닮았다고 한다. 또한 라이언봉은 1,302m로 웅크린 사자를 닮았다. 이러한 벼랑에 붙어 있는 러쉬 열대우림과 바다에서는 물개와 펭귄, 그리고 돌고래가 종종 보인다.
밀퍼드 사운드에는 레이디 보웬 폭포(Lady Bowen Falls)와 스털링 폭포(Stirling Falls) 두 개의 폭포가 연중 흘러내린다. 그러나 비가 많이 온 다음에는 수 백개의 폭포가 일시적으로 형성되어 가파른 바위 벼랑을 타고 흘러내린다.

### 기후
연평균 강수량은 182일에 걸쳐 6,813mm의 엄청난 비가 쏟아져, 밀퍼드 사운드는 뉴질랜드뿐만 아니라 세계에서도 가장 습한 거주지역으로 알려져 있다.(대한민국 1,500mm) 강수는 1일 250mm에 달할 때도 있다. 그러한 강수는 수십개의 임시 폭포를 만들어 내며, 절벽 면을 따라서 계단 식으로 흘러 내린다. 어떤 것은 길이가 1,000m에 이르는 것도 있다. 축적된 강수량은 종종 우림을 침수시켜 절벽 면을 깎아 사운드 쪽으로 나무의 산사태를 일으키기도 한다. 이러한 산사태 이후 우림이 다시 조성되는 것을 사운드를 따라가며 관측할 수 있다.
| 밀퍼드 사운드의 기후     | 밀퍼드 사운드의 기후 | 밀퍼드 사운드의 기후 | 밀퍼드 사운드의 기후 | 밀퍼드 사운드의 기후 | 밀퍼드 사운드의 기후 | 밀퍼드 사운드의 기후 | 밀퍼드 사운드의 기후 | 밀퍼드 사운드의 기후 | 밀퍼드 사운드의 기후 | 밀퍼드 사운드의 기후 | 밀퍼드 사운드의 기후 | 밀퍼드 사운드의 기후 | 밀퍼드 사운드의 기후 |
| 월                       | 1월                  | 2월                  | 3월                  | 4월                  | 5월                  | 6월                  | 7월                  | 8월                  | 9월                  | 10월                 | 11월                 | 12월                 | 연간                 |
| ------------------------ | -------------------- | -------------------- | -------------------- | -------------------- | -------------------- | -------------------- | -------------------- | -------------------- | -------------------- | -------------------- | -------------------- | -------------------- | -------------------- |
| 일평균 최고 기온 °C (°F) | 18.9 (66.0)          | 19.5 (67.1)          | 18 (64)              | 15.6 (60.1)          | 12.3 (54.1)          | 9.5 (49.1)           | 9.1 (48.4)           | 11.2 (52.2)          | 13.1 (55.6)          | 14.4 (57.9)          | 16 (61)              | 17.6 (63.7)          | 14.6 (58.3)          |
| 일평균 최저 기온 °C (°F) | 10.4 (50.7)          | 10.4 (50.7)          | 8.9 (48.0)           | 6.8 (44.2)           | 4.2 (39.6)           | 1.9 (35.4)           | 1.3 (34.3)           | 2.2 (36.0)           | 3.9 (39.0)           | 5.8 (42.4)           | 7.4 (45.3)           | 9.3 (48.7)           | 6.1 (43.0)           |
| 평균 강수량 mm (인치)    | 717 (28.2)           | 499 (19.6)           | 640 (25.2)           | 585 (23.0)           | 641 (25.2)           | 440 (17.3)           | 418 (16.5)           | 427 (16.8)           | 523 (20.6)           | 688 (27.1)           | 522 (20.6)           | 648 (25.5)           | 6,749 (265.7)        |
| 출처: NIWA Climate Data  |                      |                      |                      |                      |                      |                      |                      |                      |                      |                      |                      |                      |                      |

## 석유 유출 사건
2004년 2월 8일, 13,000리터의 경유가 2km에 걸쳐 범람하고 있는 것이 밀퍼드 사운드에서 확인되었다. 그 후 이틀동안 석유 정리를 위해 밀퍼드 사운드는 폐쇄되었다. 이것은 분명히 관광선에 의해 유출된 것으로 정부 관계자가 관광에 의한 환경 파괴를 우려했다. 이처럼 최근에는 인적 요인에 의한 환경 파괴가 문제가 되고 있다.

## 교통
밀퍼드 사운드는 퀸스타운에서 295 km 떨어져 있으며, 인버카길에서는 279 km(약 4시간)가 떨어져 있다. 퀸즈타운에서 출발하여 사운드까지 관광버스가 운행한다.
- 차, 버스 : 퀸스타운에서 5시간, 테아나우에서 2시간. 승용차의 경우 호머 터널을 통과한다.
- 비행기, 헬기 : 퀸스타운에서 약 1시간
- 선박의 접근이 가능하다.

## 같이 보기
- 다우트풀 사운드
- 피오르드랜드
- 밀퍼드 트랙